# 각오빠
각오빠(본명: 김현우, 1980년~ )는 대한민국의 헬스트레이너, 모델, 아마추어 가수이다.

## 개요
헬스트레이너, 패션모델, 스포츠 모델로도 활동하고 있으며, 3년째 재능기부 프로그램을 운영하고 있는 가수이다.

## 생애
3년 전(2020년 기준) 재능기부하는 프로그램에 도전해서 100kg이 넘는 체중에서 무려 30kg을 감량했다고 한다. 이를 계기로 헬스 트레이너로 일하고 있으며, 패션모델, 스포츠 모델로도 활동하고 있으며, 3년째 재능기부 프로그램을 운영하고 있다.
체중 감량 후 매일하는 생활습관으로 잠자기 전에 괄약근 조절, 얼굴표정 움직이기 등을 통해 3년째 요요현상 없이 몸매를 유지한다고 한다.
학창시절 아버지의 가수 권유가 싫어 대화도 단절하고, 중학교 때는 씨름을 하기도 했으며, 이로 인해 체중이 100kg까지 늘었다고 한다.
부친이 세상을 떠난 후에는 생전 아버지의 "아들이 음악을 했으면 좋겠다"는 말에 따라 41세에 가수가 되기 위해 오디션 프로인 《트로트의 민족》에 도전했다. 보디빌딩 대회에 50회 넘게 참가해 1등도 여러 번 했다. 신개념 트로츠(트로트+스포츠)를 하는게 꿈이며. 에너지가 넘치는 각오빠가 되고싶다고 한다.

## 연예활동
- 2020년 10월 23일 MBC 《트로트의 민족》 첫회 1라운드 '지역 VS 지역' 미션에 전라팀 '각오빠'로 출연해 가수 영기의 <동네오빠>를 불렀다. 그는 카리스마 넘치는 외모와 '오빠~'라는 외침, 현란한 춤동작으로 단숨에 무대를 장악하며 관중과 출연자들의 시선을 강탈해버렸다. 깜짝 상반신 탈의는 물론, 중독성 강한 손가락 포즈로 전 출연진의 동공확장을 유발한 그는 ‘흥 끝판왕’ 면모를 보였다. 차세대 전설을 꿈꾸는 최전설과 맞대결을 펼쳤다. 이은미는 각오빠의 무대에 "자면서도 생각날 무대"라고 평했다.[5]

- 《트로트의 민족》 1회를 시청한 시청자들의 댓글: "당황스럽네..계속 귀에 맴돌아..ㅋㅋ", "하트를 안 누를 수가 없네...긴장감 하나 없이 즐기는 모습 멋지다!!", "이노래듣고 각오빠 팬됐어요. 사랑해요...ㅋㅋㅋ","더욱 신이났고 힐링이 되는 무대가 아니였나 싶다. 노래 잘하는 사람은 많다 하지만 이런 오빠는 없다. 우리나라에 없어선 안될분 ㅎㅎ","대~~박 웃다가 목이 쉬었으" 등 온통 칭찬댓글이다.[6]

- 2020년 10월 30일 MBC 《트로트의 민족》 2회에서 최전설을 상대로 4:3으로 승리를 거머쥐었다.[7] 심사위원들이 심사 포기를 외칠만큼 비등비등한 대결을 펼쳤다.

- 2020년 11월 12일 김성기바다새TV 《김성기의 송투게더》23회에 초대가수로 출연했다. <동네오빠>를 부를 때의 현란한 동작과 얼굴표정 때문에 '각캐리(각오빠+짐캐리)'라는 별칭도 생겼다.[8]

- 2020년 11월 13일 MBC 《트로트의 민족》4회 2라운드 '지역통합' 미션에서 각오빠, 안성준, 이예준, 성진우가 4인조 세미트로트 팀 '신사의 뽕격'을 결성해 폭발적인 흥을 선보이며 무대를 압도하는 ‘알코올’ 댄스와 팀워크로 스윙 풍 리듬으로 편곡한[9] <빈대떡 신사>를 불러 역대 최고점인 681점을 받았다. 평가단은 4인조 그룹 결성을 추천하기도 했다.[10]

## 방송
- 2020.10.23./30. MBC 《트로트의 민족》오디션 참가자 <동네오빠>
- 2020.11.12. 김성기바다새TV 《김성기의 송투게더》23회 - 초대가수 <동네오빠>,<내 인생의 태클을 걸지마>,<남자라는 이유로>,<연리지>,앵콜<찐이야>
- 2021.01.08. MBC 《트로트의 민족》최종회, 축하무대 <동네오빠>(3인 합동 공연)